# لورا ماري
لورا ماري (بالإنجليزية: Laura Marie) هي مغنية مؤلفة أمريكية، ولدت في 11 سبتمبر 1970 في سان أنطونيو في الولايات المتحدة.

## وصلات خارجية
- الموقع الرسمي